# Prosus
Prosus N.V. — глобальна інвестиційна група, яка інвестує та працює в різних секторах і на ринках з довгостроковим потенціалом зростання. Вона входить до числа найбільших технологічних інвесторів у світі.
Prosus інвестував у різні нішеві бізнеси, включаючи соціальні/ігрові сервіси, оголошення, платежі та фінтех, доставку їжі та електронну комерцію. Продуктами та послугами її бізнесу та інвестицій користуються понад 2 мільярди людей у 80 країнах (червень 2024).
Мажоритарним власником Prosus є південноафриканська транснаціональна Naspers. У вересні 2019 року звичайні акції Prosus пройшли лістинг на Euronext Amsterdam та, як вторинний внутрішній лістинг, на Йоганнесбурзькій фондовій біржі. Після свого IPO Prosus став найбільшою споживчою інтернет-компанією в Європі за вартістю активів. Повідомлялося, що акції компанії «злетіли на дебюті», хоча акції компанії торгувалися зі значним дисконтом до вартості свого портфеля.